# Siergiej Mandrieko
Siergiej Władimirowicz Mandrieko (ros. Серге́й Владимирович Мандреко, ur. 1 sierpnia 1971 w Kurgonteppie, zm. 8 marca 2022) – rosyjski piłkarz pochodzenia tadżyckiego występujący na pozycji pomocnika.

## Kariera klubowa
Mandrieko seniorską karierę rozpoczął w 1988 roku w radzieckim zespole Wachsz Kurgonteppa. W 1990 roku przeszedł do Pomiru Duszanbe. W 1992 roku, po rozpadzie Związku Radzieckiego, rozpoczął z nim starty w lidze Tadżykistanu. W tym samym roku podpisał kontrakt z austriackim Rapidem Wiedeń. W 1995 roku zdobył z nim Puchar Austrii, a w 1996 roku mistrzostwo Austrii.
W 1997 roku Mandrieko odszedł do niemieckiej Herthy Berlin z Bundesligi. Zadebiutował w niej 6 sierpnia 1997 roku w przegranym 0:1 pojedynku z 1. FC Kaiserslautern. 1 listopada 1998 roku w wygranym 3:0 spotkaniu z 1. FC Nürnberg strzelił swojego jedynego gola w Bundeslidze. W 1999 roku zajął z Herthą 3. miejsce w tej lidze.
W 2000 roku Mandrieko przeszedł do VfL Bochum, także grającego w Bundeslidze. Pierwszy ligowy mecz zaliczył tam 6 września 2000 roku przeciwko Hercie Berlin (0:4). W 2001 roku spadł z zespołem do 2. Bundesligi, ale w 2002 roku wrócił z nim do Bundesligi.
W 2003 roku ponownie trafił do Austrii, tym razem zostając graczem klubu SV Mattersburg z Bundesligi austriackiej. Zadebiutował tam 23 lipca 2003 roku w zremisowanym 1:1 spotkaniu z Admirą Wacker Mödling. W Mattersburgu spędził 2 lata. W 2005 roku odszedł do trzecioligowego SC-ESV Parndorf, gdzie w 2006 roku zakończył karierę.

## Kariera reprezentacyjna
25 stycznia 1992 roku w wygranym 1:0 towarzyskim meczu ze Stanami Zjednoczonymi, Mandrieko zadebiutował reprezentacji Związku Radzieckiego. Łącznie rozegrał w niej 4 spotkania.
17 czerwca 1992 roku w zremisowanym 2:2 pojedynku z Uzbekistanem zaliczył swój jedyny występ w reprezentacji Tadżykistanu. Natomiast 17 sierpnia 1994 roku w wygranym 3:0 spotkaniu z Austrią, Mandrieko jedyny raz wystąpił w reprezentacji Rosji.

## Kariera trenerska
W latach 2007–2008 prowadził SC Lassee. Od 2008 pomaga trenować Lokomotiw Moskwa.